# Brandnetelvlo
De brandnetelvlo (Trioza urticae) is een plantluis die behoort tot de familie Triozidae. Hij leeft van het drinken van brandnetelsap.

## Kenmerken
De mannetjes zijn 3 tot 3,4 mm lang en de vrouwtjes 3,3 tot 3,5 mm. Nimfen veroorzaken kleine, blaasachtige gallen op brandnetelbladeren. De volwassenen overwinteren en er kunnen maar liefst vier generaties per jaar in Noord-Europa zijn.

## Verspreidingsgebied
De brandnetelvlo komt met name in Europa voor en minder vaak daarbuiten.